# استیو بارتون
استیو بارتون (انگلیسی: Steve Barton؛ ۲۶ ژوئن ۱۹۵۴ – ۲۱ ژوئیهٔ ۲۰۰۱) یک هنرپیشه، و خواننده اهل ایالات متحده آمریکا بود.